# Taeniacanthus occidentalis
Taeniacanthus occidentalis är en kräftdjursart som först beskrevs av C. B. Wilson 1924.  Taeniacanthus occidentalis ingår i släktet Taeniacanthus och familjen Taeniacanthidae. Inga underarter finns listade i Catalogue of Life.